# Sha Hopson
Anjinea LaSha Hopson, detta Sha (Hot Springs, 3 dicembre 1971 – Chicago, 13 marzo 2021), è stata una cestista statunitense.

## Carriera
Nel 1991 ha partecipato al festival olimpico americano con la squadra del Sud degli USA, contribuendo al pareggio della finale contro il Nord (al termine del tempo regolamentare) con una tripla nel finale; all'overtime la squadra meridionale vinse la medaglia d'oro. In NCAA Division I ha segnato 54 punti con la Grambling State University il 21 febbraio 1994 contro Jackson State. Ha giocato in Serie A1 italiana con Alcamo.